# Rag’n’Bone Man
Rag’n’Bone Man, właśc. Rory Graham (ur. 29 stycznia 1985 roku w Uckfield) – brytyjski piosenkarz.

## Życiorys

### Wczesne lata
Rory Graham uczęszczał na Uckfield Community Technology College. W wieku piętnastu lat zaczął rapować razem z grupą drum and bassową, tworząc zespół o nazwie Rag ’N’ Bonez. Po przeprowadzce do Brighton został zaproszony do zespołu Rum Committee swojego kolegi, Gi3mo. W tym czasie występował w klubie Slip-jam B, gdzie poznał wielu muzyków.

### Kariera
W wieku dziewiętnastu lat, za namową ojca, zaczął śpiewać na bluesowych dżemach w miejscowych pubach. W tym czasie wydał swój debiutancki minialbum zatytułowany Blues Town. W okolicach 2011 roku nawiązał współpracę z brytyjską wytwórnią hip-hopową High Focus. W tym czasie wydał nagrania z takimi wykonawcami, jak Leaf Dog czy Dirty Dike. W 2012 roku ukazała się jego debiutancka epka zatytułowana Bluestown. W 2013 roku podpisał kontrakt z wytwórnią Warner/Chappell Music, a także wydał minialbum pt. Dog ’n’ Bones w duecie z Leaf Dogiem.
W 2014 roku premierę miała jego kolejna epka zatytułowana Wolves, na której znalazło się dziewięć utworów współtworzonych z producentem nagrań, Markiem Crew. Na minialbumie, wydanym pod szyldem wytwórni Best Laid Plans Records, pojawili się gościnnie tacy wykonawcy, jak m.in. Vince Staples, Stig Of The Dump i Kate Tempest. 8 lipca ukazała się jego nowa epka pt. Put the Soul on Me. W 2015 roku piosenkarz wydał kolejny minialbum pt. Disfigured, także wydany przez Best Laid Plans Records. Jeden z utworów z epki, „Bitter End”, był grany w brytyjskich rozgłośniach radiowych (np. BBC Radio 1Xtra).
W lipcu 2016 roku wydał swój pierwszy singel pod szyldem wytwórni Columbia Records, którym został utwór „Human”. Piosenka dotarła do pierwszego miejsca list przebojów w wielu krajach, takich jak np. Austria, Belgia, Niemcy, Polska czy Szwajcaria. Singel zdobył status diamentowej płyty za sprzedaż w Polsce, potrójnej platynowej płyty we Włoszech, platynowej płyty w Szwecji, Australii i Austrii oraz złotej płyty w Niemczech (potrójne złoto) i Holandii.
10 lutego 2017 roku premierę miał jego debiutancki album studyjny zatytułowany Human, na którym znalazł się też drugi singel – „Skin” (dwukrotnie platynowa płyta w Polsce). Płyta dotarła do pierwszego miejsca list sprzedaży m.in. w Wielkiej Brytanii, Szwajcarii, Irlandii, Holandii i Belgii oraz we Francji, a w Polsce osiągnął status dwukrotnie platynowej płyty. W tym samym roku został wyróżniony nagrodą BRIT w kategorii „Przełomowy brytyjski wykonawca”. Na gali wręczenia statuetek zdobył też Nagrodę Krytyków.

## Dyskografia

### Albumy studyjne
- Human (2017)
- Life by Misadventure (2021)

### Minialbumy (EP)
- Bluestown (2012)
- Dog ’n’ Bones (2013; z Leaf Dogiem)
- Put the Soul on Me (2014)
- Wolves (2014)
- Disfigured (2015)